# Cyperus michoacanensis
Cyperus michoacanensis là loài thực vật có hoa trong họ Cói. Loài này được Britton ex C.B.Clarke mô tả khoa học đầu tiên năm 1908.